# 피에르 리샤르

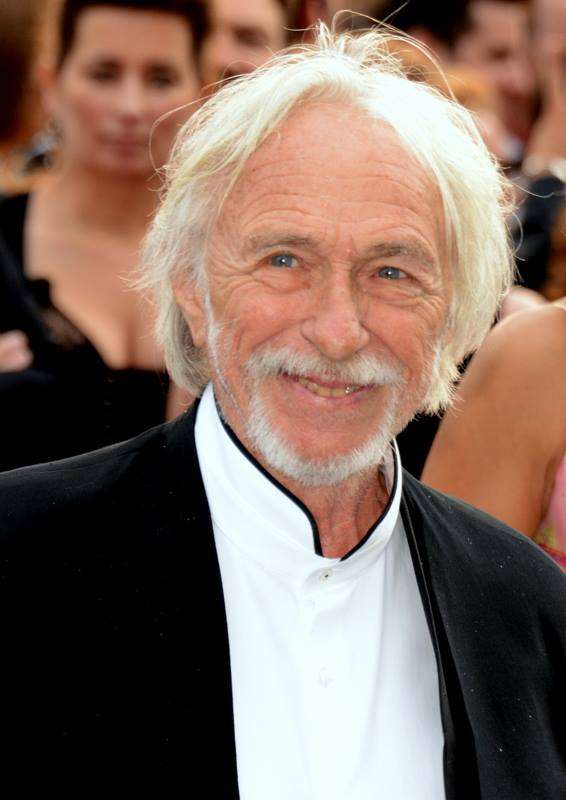

피에르 리샤르(Pierre-Richard Maurice Charles Léopold Defays, 1934년 8월 16일 ~ )는 프랑스의 텔레비전 배우, 영화배우, 희극 배우, 영화 감독, 각본가이다.
발랑시엔에서 태어났다.

## 영화
- 미세스 밀스 (2018년)
- 패밀리 이즈 패밀리 (2018년) - 아빠 역
- 리틀 스피루 (2017년)
- 미스터 스타인 고즈 온라인 (2017년)
- 로스트 인 파리 (2016년) - 노르망 역
- 옐로우버드 (2014년) - 다리우스 목소리 역
- 종이의 영혼들 (2013년) - 빅토르 역
- 하얀 양과 금발소년 (2013년)
- 마이 히어로즈 (2012년)
- 빅토르 (2012년) - 빅토르 역
- 올 투게더 (2011년)
- 시네만 (2009년)
- 엘리노의 비밀 (2009년)
- 미아와 거인 미구 (2008년)
- 파리 36의 기적 (2008년)
- 날 시험해봐 (2006년)
- 스네이크 (2006년)
- 애프터 위어 곤 (2004년)
- 못다한 27번의 키스 (2000년)
- 사랑의 요리사 (1996년)
- 체스 게임 (1994년)
- 크게 미친 (1993년)
- 늙은 악당 (1992년)
- 온 퍼트 (1991년)
- 비엥브뉘 (1990년)
- 소파 승진 (1990년)
- Mangeclous (1988)
- 엘리베이터를 내려서 왼쪽으로 (1988년) - 이안 역
- 은행털이와 아빠와 나 (1986년)
- 귀머거리들의 대화 (1985년)
- 투 머치 (1984년)
- Un chien dans un jeu de quilles (1983)
- 염소 (1981년)
- 코프 (1980년)
- 체스트 (1979년)
- 시도하기 부끄러운 (1978년)
- 카라파트 (1978년)
- On aura tout vu (1976)
- 요엣 (1976년)
- 거위 사냥 (1975년)
- 누아제 (1974년)
- 스파이 오퍼레이션 2 (1974년)
- 삐에르의 외출 (1974년)
- 말헤우스 알프레드 (1972년)
- 스파이 오퍼레이션 (1972년)
- 삐에르의 25시 (1970년)
- 지옥의 노르망디 (1967년)
- 이 세상에서 가장 행복한 사나이 (1967, Alexandre le Bienheureux)
- 뜨거운 시간들 (1959년)
- 프랑스인 조니 (1946년)